# Krestyfängelset

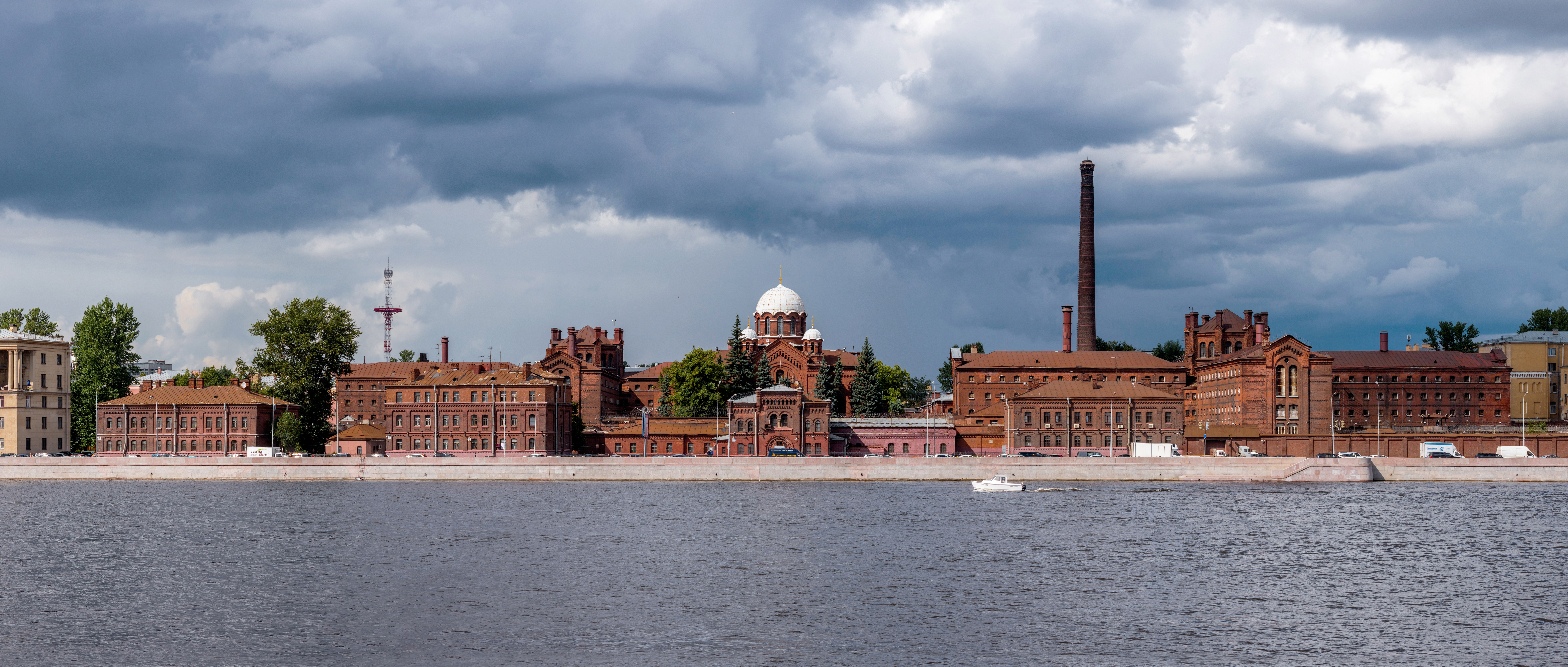
Fängelset från Nevafloden.

Krestyfängelset (ryska: Кресты, "korsen") var ett fängelse i Sankt Petersburg.
Byggnaden består av fem våningar och är färdigbyggd på 1860-talet. Där finns sammanlagt 999 celler bestående av åtta km². För finländarna blev fängelset bekant under förtrycksperioderna i Finland.